# Dimenticare Foucault
Dimenticare Foucault (lingua francese: Oublier Foucault) è un libro del 1977 del sociologo e filosofo francese Jean Baudrillard.

## Il libro
Il libro costituisce un attacco generale allo storico delle idee e al filosofo Michel Foucault, che Baudrillard considera "obsoleto". Baudrillard esorta il lettore semplicemente a "dimenticare Foucault". Lo sfogo di Baudrillard contro Foucault fu provocato principalmente dal suo libro Storia della sessualità, pubblicato nel 1976. Baudrillard sostiene, tra le altre cose, che la metodologia di Foucault non conduce al "discorso della verità" ma è un "discorso mitico".